# Cicurina troglodytes
Cicurina troglodytes är en spindelart som beskrevs av Takeo Yaginuma 1972. Cicurina troglodytes ingår i släktet Cicurina och familjen kardarspindlar. Inga underarter finns listade i Catalogue of Life.